# Бробю-Йохансен, Рудольф
Рудольф Кристиан Альберт Бробю-Йохансен (дат. Rudolf Kristian Albert Broby-Johansen; 25 ноября 1900 — 9 августа 1987) — датский писатель, поэт, историк искусства и коммунистический активист.

## Биография
Бробю-Йохансен родился в Ольборге (Северная Ютландия) в семье рабочего, вырос в Лунде (муниципалитет Оттерап, Фюн). В 1922 году он опубликовал сборник стихов под названием «Blod» («Кровь»), содержащий стихи на темы нищеты и бедности, а также на табуированную тематику вроде проституции и некрофилии. Сборник был признан скандальным и конфискован властями (переиздан в 1968 году). Тем не менее, он приобрел долгосрочное влияние в датской литературе, оказав влияние на таких поэтов, как Михаэль Струнге и Яхья Хасан. Более того, его считают ярким примером датской модернистской и экспрессионистской поэзии. 
Он вступил в Коммунистическую партию Дании (КПД) и стал одной из ключевых фигур, стоящих за датскими левыми журналами, такими как Monde, Plan и Frem. В 1935 году, на фоне изгнания Льва Троцкого и преследования троцкистов в Советском Союзе, возмущённый сталинистскими репрессиями Бробю-Йохансен завершил свою политическую деятельность и сосредоточился на художественном творчестве. 
Среди его публикаций по истории искусств — работы по истории костюма и живописи. Как историк искусства, он также отвечал за реконструкцию расцветки копии большого рунического камня в Еллинге, заказанной в 1930-х годах, которую он назвал «Датским свидетельством о крещении». Он также опубликовал детскую книгу (Gaga og siksak, holger og dig, 1949) и датский пересказ басен Эзопа (Den lille Æsop, 1945; Den danske Æsop, 1961). В 1960-х годах он вернулся к политической деятельности, поддерживая маоизм и китайскую Культурную революцию, а в 1970-х годах выступал против вступления Дании в Европейские сообщества. Он вновь вступил в Компартию Дании в 1983 году, за несколько лет до своей смерти.
Как автор нескольких книг он получил медаль Хольберга (1970), премию Датской ассоциации авторов по литературе (1975), премию Датской конфедерации профсоюзов (LO) в области культуры (1980), премию PH (1984) и номинацию на почетную докторскую степень в Университете Оденсе (1985).